# Pop'n TwinBee: Rainbow Bell Adventures
Pop'n TwinBee: Rainbow Bell Adventures est un jeu de plates-formes développé par Konami sur Super Nintendo, sorti au Japon le 7 janvier 1994 et en Europe la même année. Le jeu est sorti sur la console virtuelle de la Wii en 2014. Contrairement au reste de la série TwinBee, il ne s'agit pas d'un shoot 'em up.

## Synopsis
Le Dr.Warumon (Warmon) s'est emparé des 7 Cloches Arc-en-Ciel qui maintenaient l'équilibre de l'Univers et a kidnappé la princesse Melora. Le Dr. Shinamon, inventeur de mécha, demande alors au trios TwinBee, WinBee et GwinBee et leur pilotes de récupérer les Cloches et de sauver la princesse Melora. Ils devront affronter les troupes de Zakobees du Dr. Warumon à travers de nombreux niveaux pour venir à leurs fins.

## Système de jeu
Le joueur peut choisir entre 3 duos de personnages qui consiste d'un pilote dans son mécha respectif: Light  et TwinBee (bleu, utilise un marteau);  Pastel et WinBee (rose, utilise un lasso) ou Mint et GwinBee (vert, utilise un hochet) qui ont des caractéristiques différentes. Chaque TwinBees est armé d'une arme de poing et peut voler à grande vitesse. Le jeu consiste en 7 regions, dans l'ordre: Hekopon island, Kikarin Dungeon, East Woods, Gachaboko zone, Aurora Mountain, Walmon's lab et Area 7. Ces régions sont elle-même sous-divisées pour un total de 33 sous-niveaux dans lesquels les TwinBees doivent trouver un portique de sortie à la manière de Super Mario World. Chaque niveau contient de centaines de grelots à collecter pour récupérer de la vie, ainsi que des cloches de couleurs différentes, qui permettent d'obtenir de nouvelles armes et pouvoirs.
Le jeu est reconnu pour ses tons pastels et la création d'une atmosphère volontairement enfantine.